# Venice Queen
"Venice Queen" är en låt av rockgruppen Red Hot Chili Peppers. Anthony Kiedis skrev låten som en hyllning till en kvinna vid namn Gloria Scott, som hade hjälpt Anthony att bli av med sitt heroinmissbruk. Under tiden han var på rehab fick Gloria diagnosen cancer. Hon hade bestämt sig att inte stanna kvar och dö på ett sjukhus utan ville tillbringa sin sista tid i Venice Beach där hon hade hjälpt Anthony att bli av med sitt drogmissbruk, och bandet köpte en lägenhet där till henne. När Red Hot Chili Peppers spelade in albumet By the Way fick de veta att Gloria Scott hade avlidit. Sången skrevs för att hedra Gloria.